# Klainedoxa gabonensis
Klainedoxa gabonensis ist ein Baum in der Familie der Irvingiaceae aus West- und Zentralafrika bis in den Sudan, Uganda, Sambia und nach Tansania.

## Beschreibung
Klainedoxa gabonensis wächst als immergrüner Baum bis zu 45–50 Meter hoch. Der Stammdurchmesser erreicht 120–150 Zentimeter. Es werden dünnere und meterhohe Brettwurzeln gebildet. Die grau-bräunliche Borke ist leicht rissig und in kleinen Stücken abblätternd.
Die wechselständigen und kurz gestielten, einfachen Laubblätter sind ledrig und kahl. Der kurze Blattstiel ist bis 8 Millimeter lang. Die Blätter sind ganzrandig und eiförmig, -lanzettlich bis elliptisch, lanzettlich oder verkehrt-eiförmig, -eilanzettlich. Sie sind etwa 8–30 Zentimeter lang und 4–10 Zentimeter breit. An der Spitze sind sie bespitzt bis zugespitzt, die Basis ist abgerundet bis spitz. Es werden lange, abfallende und rötliche Nebenblätter gebildet, sie sind bis etwa 10–20 Zentimeter lang und pfriemlich.
Es werden end- oder achselständige, bis 15 Zentimeter lange, kahle und an den Seitenästen verdichtete Rispen gebildet. Die zwittrigen, kleinen und weißen bis rosafarbenen, kurz gestielten Blüten sind fünfzählig und mit doppelter Blütenhülle. Die kleinen, breit-eiförmigen bis rundlichen Kelchblätter sind frei und bis 2,5 Millimeter lang. Die elliptischen bis rundlichen Petalen sind frei und bis 3,5 Millimeter lang. Es sind 9–10 relativ kurze Staubblätter ausgebildet. Der oberständige und fünfkammerige, große, kugelige Fruchtknoten, mit langem, konischem Griffel mit kleiner kopfiger Narbe, sitzt auf bzw. in einem fleischigen, gelben Diskus.
Es werden etwa rundliche, leicht vier-, fünflappige, -rippige und 4–9 Zentimeter große, matt dunkel-violette bis -orange, mehrsamige Steinfrüchte mit dünner Schale gebildet. Die 4–5 keilförmigen, sehr harten, fibrösen Steinkerne enthalten jeweils einen etwa 2 Zentimeter großen, weinroten und elliptischen bis schmal-eiförmigen, glatten Samen. Die Pulpe (Mesokarp) ist schleimig und fibrös.
Die Chromosomenzahl beträgt 2n = 26.

## Taxonomie
Die Erstbeschreibung des Basionyms Klainedoxa gabonensis erfolgte (Februar) 1896 durch Jean Baptiste Louis Pierre in Tab. Herb. L. Pierre, del. E. Delpy, Fig. 5. Es sind einige Synonyme bekannt.
Der Gattungsname Klainedoxa ehrt den französischen Geistlichen und Pflanzensammler Théophile-Joseph Klaine (1842–1911).

## Verwendung
Die Samen sind essbar und werden roh oder geröstet gegessen oder zu einer Paste verarbeitet. Das Samenfett ist ähnlich wie Sheabutter.
Die jungen Blätter und die Rinde werden medizinisch verwendet.
Das dunkle, harte und sehr schwere, sehr beständige, aber schlecht behandelbare Holz ist bekannt als Éveuss.